# Централен регион (Гана)
Централният регион (на английски: Central Region) е един от регионите на Гана. Има излаз на Атлантически океан. Площта му е 9826 квадратни километра и има население 2 521 118 души (по изчисления от септември 2018 г.). Столицата на региона е град Кейп Коуст, разположен на брега на океана, на около 130 километра западно от столицата на Гана Акра. Централният регион е разделен на 13 общини.